# 원효대사 (드라마)
《원효대사》는 1986년 9월 23일부터 10월 3일까지 KBS 1TV에서 방영된 1986년 서울 아시안 게임 기념 8부작 특집드라마이다. 신라 시대의 승려인 원효를 승려, 화랑, 사상가로서의 관점에서 그린 드라마이다.

## 에피소드 목록
- 제1부: 제행무상 (1986년 9월 23일 방영)
- 제2부: 번뇌무진 (1986년 9월 24일 방영)
- 제3부: 파계 (1986년 9월 25일 방영)
- 제4부: 두타행 (1986년 9월 26일 방영)
- 제5부: 난세 (1986년 9월 30일 방영)
- 제6부: 낙화유정 (1986년 10월 1일 방영)
- 제7부: 삼국 통일 (1986년 10월 2일 방영)
- 제8부: 금강삼매 (1986년 10월 3일 방영)

## 등장인물
- 전무송 - 원효 역
- 유지인 - 요석공주 역
- 안대용 - 문무왕 역
- 배종옥 - 지소부인 역
- 황정아 - 진덕여왕 역
- 김길호 - 김유신 역
- 박인환 - 태종무열왕 역
- 이종만 - 알천 역
- 서우림 - 선덕여왕 역
- 장정희
- 윤문식 - 대안대사 역
- 유병준
- 이정웅 - 계백 역
- 강민호 - 거진랑 역
- 김종엽
- 김윤형 - 소정방 역
- 기정수
- 박정웅
- 나정옥
- 황민
- 최선자 - 문명왕후 역
- 최헌철 - 비녕자 역
- 김갑수
- 반문섭
- 강만희
- 안승훈 - 의상 역
- 남윤정
- 장순천
- 박연은
- 최주봉
- 이배국
- 조양자 - 계백 부인 역
- 박건식
- 김종구
- 신원균
- 홍승일
- 박상만
- 김상락
- 최동균
- 유순철
- 김동완
- 조춘
- 박용식 - 자장율사 역
- 오욱철 - 심상 역
- 오기환
- 유종근
- 김유행 - 고구려 장수 역
- 이치우
- 김상훈 - 신라 장수 역
- 이한위
- 이영 - 당나라 칙사 역
- 박규식
- 신철진
- 공경구
- 한정국
- 남성식
- 조정국
- 박시영
- 김진오
- 최용욱
- 서동영
- 최건호
- 문수화
- 강현미
- 강덕미
- 방숙례
- 노영화
- 김의상
- 박동과
- 이승률
- 정주현
- 함원영
- 홍순석
- 이형진
- 김성룡
- 임홍식
- 김춘일
- 심훈보